# Arezzo
Arezzo (latin: Arretium) er en by i Toscana i Italien med 96.260(2023)indbyggere. Byen er bl.a. kendt fra Roberto Benignis film, Livet er smukt og den årligt tilbagevendende musikfestival Arezzo Wave.